# Truth of Touch
Truth of Touch es el decimosexto álbum de estudio del compositor griego Yanni. Fue lanzado el 8 de febrero de 2011.

## Lista de temas
1. "Truth of Touch"
2. "Echo of a Dream"
3. "Seasons"
4. "Voyage"
5. "Flash of Color"
6. "Vertigo"
7. "Nine"
8. "Can't Wait"
9. "Guilty Pleasure"
10. "O Luce Che Brilla Nell'oscurità"
11. "I'm So"
12. "Long Way Home"
13. "Yanni & Arturo"
14. "Mist of a Kiss"
15. "Secret"